# Häuschen (Katernberg)
Häuschen ist eine Ortslage im Norden der bergischen Großstadt Wuppertal.

## Lage und Beschreibung
Die Ortslage liegt auf einer Höhe von 226 m ü. NHN an der Pahlkestraße, ein Höhenweg, der früher ein regional bedeutender Kohlenweg war, im Norden des Wohnquartiers Beek im Stadtbezirk Uellendahl-Katernberg. Benachbarte Ortslagen sind der Reithof Katernberg, An der Straße, der Siedlungskern von Beek, Bergerheide, Frankholz (Beek), Frankholz (Varresbeck), König und Am Hagen. Die benachbarte Ortslage Lipkens Katernberg ist als Siedlungsplatz abgegangen.

## Geschichte
Die Ortslage ist aus einem Kotten hervorgegangen, der als aufm hüsg auf der Topographia Ducatus Montani des Erich Philipp Ploennies aus dem Jahre 1715 verzeichnet ist.
1832 gehörte der Ort zur Dorper Rotte des ländlichen Außenbezirks des Kirchspiels und der Stadt Elberfeld. Der laut der Statistik und Topographie des Regierungsbezirks Düsseldorf ebenfalls als Kotten kategorisierte Ort wurde als am Häuschen bezeichnet und besaß zu dieser Zeit zwei Wohnhäuser und drei landwirtschaftliche Gebäude. Zu dieser Zeit lebten 15 Einwohner im Ort, alle evangelischen Glaubens.